# Happy Holidays (film)
Happy Holidays (in arabo ينعاد عليكو‎?, Yinʿād ʿalēkom, lett. "Possa [questo] ripetersi per te") è un film del 2024 scritto, diretto e montato da Iskandar Qubti.

## Trama
Haifa. Quando Rami, arabo israeliano, viene a sapere che la sua fidanzata ebrea Shirley è rimasta incinta, vorrebbe che lei abortisse, non intravedendo alcun futuro in Israele sia per il bambino che per la loro relazione clandestina. Lei tuttavia rifiuta, pure se sottoposta a pressioni anche da parte della propria famiglia, tra cui sua sorella Miri, che intanto si trova ad affrontare la depressione della figlia. Nel frattempo, Fifi, la sorella di Rami, che lavora part-time come supplente, finisce in ospedale dopo un incidente d'auto e gli esami rivelano una verità sgradita alla sua famiglia riguardo la vita sessuale della giovane.

## Produzione
Il film è stato prodotto da Palestina, Germania, Francia e Italia, con il sostegno del Doha Film Institute (Qatar) e l'Arab Fund for Arts and Culture. È stato completato grazie al sostegno del programma per film ancora in post-produzione Final Cut in Venice della Mostra del cinema di Venezia, durante la cui 81ª edizione (2024) il film ha vinto due premi.
Le riprese sono cominciate nel 2020 e sono state interrotte dallo scoppio della pandemia di COVID-19.
Il film è stato interpretato solo da attori non professionisti, scelti in base alle loro professioni nella vita vera. È stato girato interamente in ordine cronologico, al termine di un laboratorio nel quale gli attori avevano vissuto assieme, come i loro personaggi, per creare relazioni autentiche tra di loro, senza leggere un copione. In questo modo, quando Qubti inseriva un elemento  di conflitto sulla base delle personalità e del vissuto dei personaggi che si erano venuti a creare, gli attori vi reagivano naturalmente, come se la scena fosse reale, costruendo la storia. Per catturare al meglio queste improvvisazioni, due camere a mano riprendevano continuativamente la scena senza interferire come nei documentari a mosca-sul-muro. Il girato finale superava le 200 ore totali ed ha necessitato di 15 mesi in sala di montaggio. Qubti ha lavorato al montaggio del film parallelamente al suo lavoro di docente all'Università di New York ad Abu Dhabi.

## Distribuzione
Il film è stato presentato in anteprima il 4 settembre 2024 all'81ª Mostra internazionale d'arte cinematografica di Venezia, nella sezione Orizzonti. È stato distribuito nelle sale cinematografiche italiane dalla Fandango a partire dal 3 luglio 2025.

## Riconoscimenti
- 2024 – Mostra internazionale d'arte cinematografica di Venezia[6]
  - Premio Orizzonti per la miglior sceneggiatura a Iskandar Qubti